# Colistina

Colistina ou polimixina E é um potente antibiótico bactericida polipeptídio cíclico, descoberto em 1949 e extraído do Bacillus colistinus usado contra bactérias multi-resistentes. Pode ser encontrado combinada com sulfato (mais potente, mas muito tóxico) ou com sódio (menos potente e menos tóxico). Possui ação anti-endotoxina (lipídeo A e LPS) prevenindo o  choque séptico.

## Uso veterinário
A colistina é um dos antibióticos mais potentes para combater infecções por Escherichia coli especialmente entre suínos com quadros grave de diarreia. A colistina atua alterando a permeabilidade celular do agente infeccioso exercendo rápida ação bactericida. Dentro do uso veterinário, é utilizado para tratar animais infectados por Pseudomonas aeruginosa, Escherichia coli e Salmonella spp. que acometem os suínos principalmente em sua fase de pós-desmame.

## Uso medicinal
Na medicina, uma dose de 160 mg por via intravenosa pode ser utilizada em alguns casos para tratar infecções hospitalares provocadas por cepas de bactérias multi-resistentes tais como algumas cepas da Pseudomonas aeruginosa, Acinetobacter e Enterobacteriaceae responsáveis por infecções urinárias, pulmonares e de tecidos, ossos e articulações. Seu uso foi abandonado em quase todo o mundo entre 1990 e 2010, por causar dano renal e nervoso, porém passou a ser reutilizada nos últimos anos como última opção contra bactérias Gram-negativas multi-resistentes. É primeira eleição somente em caso de pneumonia associada a fibrose cística. Não é útil contra Pseudomonas mallei, Burkholderia cepacia, Proteus spp. , Providencia spp. , Serratia spp., Edwardsiella spp., Brucella spp. nem contra Gram-positivas e muito menos contra anaeróbios, fungos, vírus ou parasitas animais.

## Efeitos colaterais
Em doses elevadas causa dano renal e nervoso, por isso deve ser usada em pequenas doses a cada 8h em 8h e não deve ser usada em pacientes com problemas renais.